# Râul Drâslea
Râul Drâslea sau  Râul Drislea este un curs de apă, afluent al râului Jijia. 